# Josip Mišić
Josip Mišić (Vinkovci, 28 giugno 1994) è un calciatore croato, centrocampista della Dinamo Zagabria.

## Carriera

### Club
Mišić cresce nelle file dell'Osijek. in prima squadra esordisce nel 2012 e totalizza 63 presenze in 3 Anni. 
A gennaio 2015 passa al Rijeka dove scende in campo in 12 occasioni.
Il 19 agosto 2015 il sito ufficiale dello Spezia comunica di aver preso in prestito il giocatore.

### Nazionale
Ha giocato nelle nazionali giovanili croate Under-19 ed Under-21.
Nel 2017 ha giocato 2 partite nella nazionale maggiore croata.

## Statistiche

### Presenze e reti nei club
Statistiche aggiornate al 17 settembre 2024.
| Stagione                | Squadra                 | Campionato              | Campionato | Campionato | Coppe nazionali | Coppe nazionali | Coppe nazionali | Coppe continentali | Coppe continentali | Coppe continentali | Altre coppe | Altre coppe | Altre coppe | totale | totale | totale |
| Stagione                | Squadra                 | Comp                    | Pres       | Reti       | Comp            | Pres            | Reti            | Comp               | Pres               | Reti               | Comp        | Pres        | Reti        | Pres   | Reti   |        |
| ----------------------- | ----------------------- | ----------------------- | ---------- | ---------- | --------------- | --------------- | --------------- | ------------------ | ------------------ | ------------------ | ----------- | ----------- | ----------- | ------ | ------ | ------ |
| 2012-2013               | Osijek                  | 1.HNL                   | 11         | 1          | CC              | 0               | 0               | UEL                | 3                  | 0                  | -           | -           | -           | 14     | 1      |        |
| 2013-2014               | Osijek                  | 1.HNL                   | 28         | 1          | CC              | 4               | 0               | -                  | -                  | -                  | -           | -           | -           | 32     | 1      |        |
| 2014-gen. 2015          | Osijek                  | 1.HNL                   | 16         | 1          | CC              | 1               | 0               | -                  | -                  | -                  | -           | -           | -           | 17     | 1      |        |
| Totale Osijek           | Totale Osijek           | Totale Osijek           | 55         | 3          |                 | 5               | 0               |                    | 3                  | 0                  |             | -           | -           | 63     | 3      |        |
| gen.-giu. 2015          | Rijeka                  | 1.HNL                   | 11         | 0          | CC              | 4               | 0               | UEL                | -                  | -                  | -           | -           | -           | 15     | 0      |        |
| ago. 2015               | Rijeka                  | 1.HNL                   | 1          | 0          | CC              | 0               | 0               | UEL                | 0                  | 0                  | -           | -           | -           | 1      | 0      |        |
| ago. 2015-2016          | Spezia                  | B                       | 8          | 0          | CI              | 1               | 0               | -                  | -                  | -                  | -           | -           | -           | 9      | 0      |        |
| 2016-2017               | Rijeka                  | 1.HNL                   | 34         | 2          | CC              | 6               | 0               | UEL                | 2                  | 0                  | -           | -           | -           | 42     | 2      |        |
| 2017-gen. 2018          | Rijeka                  | 1.HNL                   | 19         | 2          | CC              | 3               | 0               | UCL+UEL            | 6+4                | 1+0                | -           | -           | -           | 32     | 3      |        |
| Totale Rijeka           | Totale Rijeka           | Totale Rijeka           | 65         | 4          |                 | 13              | 0               |                    | 12                 | 1                  |             | -           | -           | 90     | 5      |        |
| gen.-giu. 2018          | Sporting Lisbona        | PL                      | 5          | 0          | CP+CdL          | 1+0             | 0               | UEL                | -                  | -                  | -           | -           | -           | 6      | 0      |        |
| 2018-gen. 2019          | Sporting Lisbona        | PL                      | 3          | 0          | CP+CdL          | 0               | 0               | UEL                | 0                  | 0                  | -           | -           | -           | 3      | 0      |        |
| Totale Sporting Lisbona | Totale Sporting Lisbona | Totale Sporting Lisbona | 8          | 0          |                 | 1               | 0               |                    | 0                  | 0                  |             | -           | -           | 9      | 0      |        |
| gen.-giu. 2019          | PAOK                    | SL                      | 5          | 0          | CG              | 5               | 1               | -                  | -                  | -                  | -           | -           | -           | 10     | 1      |        |
| 2019-2020               | PAOK                    | SL                      | 25+1       | 5          | CG              | 4               | 1               | UCL+UEL            | 1+1                | 0                  | -           | -           | -           | 32     | 6      |        |
| Totale PAOK             | Totale PAOK             | Totale PAOK             | 31         | 5          |                 | 9               | 2               |                    | 2                  | 0                  |             | -           | -           | 42     | 7      |        |
| 2020-2021               | Dinamo Zagabria         | 1.HNL                   | 16         | 2          | CC              | 2               | 1               | UEL                | 4                  | 0                  | -           | -           | -           | 22     | 3      |        |
| 2021-2022               | Dinamo Zagabria         | 1.HNL                   | 33         | 1          | CC              | 2               | 0               | UCL+UEL            | 8+7                | 0                  | -           | -           | -           | 50     | 1      |        |
| 2022-2023               | Dinamo Zagabria         | 1.HNL                   | 34         | 2          | CC              | 4               | 0               | UCL                | 11                 | 0                  | SC          | 1           | 0           | 50     | 2      |        |
| 2023-2024               | Dinamo Zagabria         | 1.HNL                   | 32         | 0          | CC              | 3               | 0               | UCL+UEL+UECL       | 4+2+10             | 0                  | SC          | 1           | 0           | 52     | 0      |        |
| 2024-2025               | Dinamo Zagabria         | 1.HNL                   | 4          | 0          | CC              | 0               | 0               | UCL                | 3                  | 0                  | -           | -           | -           | 7      | 0      |        |
| Totale Dinamo Zagabria  | Totale Dinamo Zagabria  | Totale Dinamo Zagabria  | 119        | 5          |                 | 11              | 1               |                    | 49                 | 0                  |             | 2           | 0           | 181    | 6      |        |
| Totale carriera         | Totale carriera         | Totale carriera         | 286        | 17         |                 | 40              | 3               |                    | 66                 | 1                  |             | 2           | 0           | 394    | 21     |        |

### Cronologia presenze e reti in nazionale
| Cronologia completa delle presenze e delle reti in nazionale ― Croazia | Cronologia completa delle presenze e delle reti in nazionale ― Croazia | Cronologia completa delle presenze e delle reti in nazionale ― Croazia | Cronologia completa delle presenze e delle reti in nazionale ― Croazia | Cronologia completa delle presenze e delle reti in nazionale ― Croazia | Cronologia completa delle presenze e delle reti in nazionale ― Croazia | Cronologia completa delle presenze e delle reti in nazionale ― Croazia | Cronologia completa delle presenze e delle reti in nazionale ― Croazia |
| Data                                                                   | Città                                                                  | In casa                                                                | Risultato                                                              | Ospiti                                                                 | Competizione                                                           | Reti                                                                   | Note                                                                   |
| ---------------------------------------------------------------------- | ---------------------------------------------------------------------- | ---------------------------------------------------------------------- | ---------------------------------------------------------------------- | ---------------------------------------------------------------------- | ---------------------------------------------------------------------- | ---------------------------------------------------------------------- | ---------------------------------------------------------------------- |
| 11-1-2017                                                              | Nanning                                                                | Cile                                                                   | 1 – 1 dts (4 – 1 dtr)                                                  | Croazia                                                                | Amichevole                                                             | -                                                                      |                                                                        |
| 14-1-2017                                                              | Nanning                                                                | Cina                                                                   | 1 – 1 dts (4 – 3 dtr)                                                  | Croazia                                                                | Amichevole                                                             | -                                                                      | 89’                                                                    |
| Totale                                                                 |                                                                        | Presenze                                                               | 2                                                                      |                                                                        | Reti                                                                   | 0                                                                      |                                                                        |

| Cronologia completa delle presenze e delle reti in nazionale ― Croazia under 21 | Cronologia completa delle presenze e delle reti in nazionale ― Croazia under 21 | Cronologia completa delle presenze e delle reti in nazionale ― Croazia under 21 | Cronologia completa delle presenze e delle reti in nazionale ― Croazia under 21 | Cronologia completa delle presenze e delle reti in nazionale ― Croazia under 21 | Cronologia completa delle presenze e delle reti in nazionale ― Croazia under 21 | Cronologia completa delle presenze e delle reti in nazionale ― Croazia under 21 | Cronologia completa delle presenze e delle reti in nazionale ― Croazia under 21 |
| Data                                                                            | Città                                                                           | In casa                                                                         | Risultato                                                                       | Ospiti                                                                          | Competizione                                                                    | Reti                                                                            | Note                                                                            |
| ------------------------------------------------------------------------------- | ------------------------------------------------------------------------------- | ------------------------------------------------------------------------------- | ------------------------------------------------------------------------------- | ------------------------------------------------------------------------------- | ------------------------------------------------------------------------------- | ------------------------------------------------------------------------------- | ------------------------------------------------------------------------------- |
| 28-5-2014                                                                       | Zagabria                                                                        | Croazia under 21                                                                | 1 – 1                                                                           | Ucraina under 21                                                                | Qual. Europeo Under-21 2015                                                     | 0                                                                               | 74’                                                                             |
| 13-11-2014                                                                      | Sebenico                                                                        | Croazia under 21                                                                | 3 – 0                                                                           | Norvegia under 21                                                               | Amichevole                                                                      | 0                                                                               | 75’                                                                             |
| 30-3-2015                                                                       | Atene                                                                           | Grecia under 21                                                                 | 0 – 2                                                                           | Croazia under 21                                                                | Amichevole                                                                      | 0                                                                               |                                                                                 |
| Totale                                                                          |                                                                                 | Presenze                                                                        | 3                                                                               |                                                                                 | Reti                                                                            | 0                                                                               |                                                                                 |

## Palmarès

### Club

#### Competizioni nazionali
- Campionato croato: 5

Rijeka: 2016-2017
Dinamo Zagabria: 2020-2021, 2021-2022, 2022-2023, 2023-2024
- Coppa di Croazia: 3

Rijeka: 2016-2017
Dinamo Zagabria: 2020-2021, 2023-2024
- Coppa di Lega portoghese: 1

Sporting: 2017-2018
- Campionato greco: 1

PAOK: 2018-2019
- Coppa di Grecia: 1

PAOK: 2018-2019
- Supercoppa di Croazia: 2

Dinamo Zagabria: 2022, 2023